# Nederlandse Biografieprijs
De Nederlandse Biografieprijs is een prijs voor een oorspronkelijk in het Nederlands geschreven biografie. De prijs ter waarde van maximaal 15.000 euro wordt tweejaarlijks uitgereikt door de Stichting Nederlandse Biografieprijs. Uit de inzendingen wordt eerst een longlist en daarna een shortlist samengesteld, waaruit door een jury een winnaar wordt gekozen.
De prijs werd in 2018 voor het eerst onder deze naam uitgereikt om de hoge kwaliteit van de Nederlandstalige biografie te waarborgen en stimuleren alsook om de belangstelling voor dit genre bij een breed publiek te vergroten. De prijs is een voortzetting van de eveneens tweejaarlijkse biografieprijs genoemd naar Erik Hazelhoff Roelfzema. Met deze in 2010 in het leven geroepen prijs wilde men het gedachtegoed van deze 'Soldaat van Oranje' in stand houden en het lezen van biografieën bij een breed publiek bevorderen.

## Winnaars van de Nederlandse Biografieprijs

### 2024

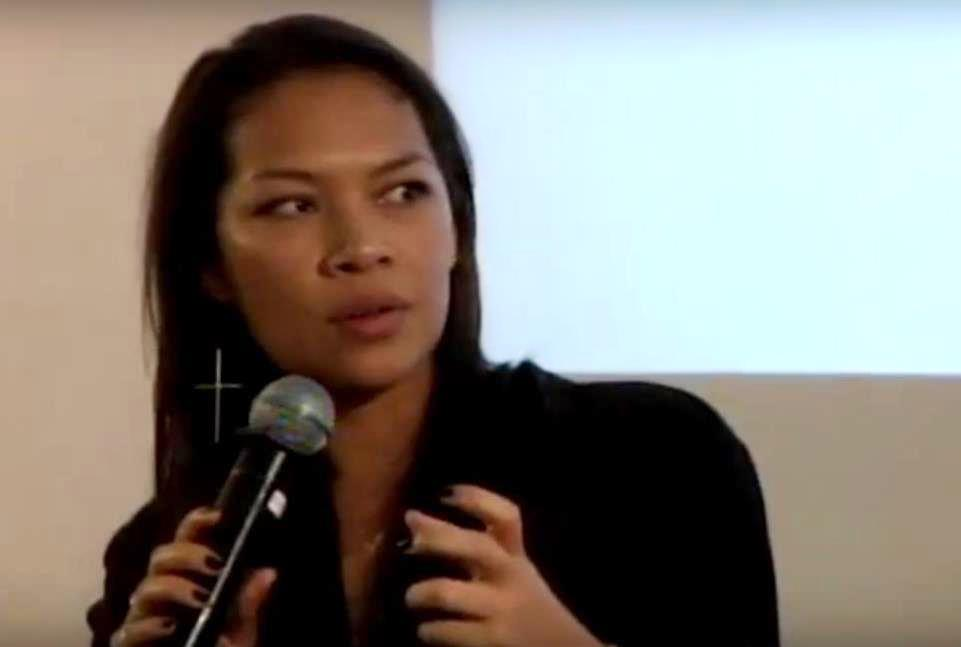
Karin Amatmoekrim (2017), winnaar in 2024

Karin Amatmoekrim - In wat voor een land leef ik eigenlijk? Anil Ramdas, onmogelijk kosmopoliet (2023)
Uit het juryrapport: 'In dit boek heeft een biograaf die de hoofdfiguur niet zelf heeft meegemaakt, een voorbeeldig evenwicht bereikt tussen twee uiterste vereisten van het genre: liefdevolle empathie en kritische distantie. Een boek waarin het bezield individualisme van de hoofdfiguur behalve diens kracht tenslotte ook een zwakte werd – waarmee die biografie de lezer ook te denken geeft over de interactie tussen individu en omgeving, en over hoe iemand zich kan inzetten voor culturen en hun overbrugging, maar er gaandeweg ook tussen verloren kan raken, tot aan zelfverlies aan toe.’
De overige genomineerden waren:
- Peter-Paul de Baar - Theo Thijssen (1897-1943). Schrijver, schoolmeester, socialist (2023)
- Roelof van Gelder - De koopman van Kanton. Jan Bekker Teerlink (1759-1832) (2022)
- Laura van Hasselt - Geld, geloof en goede vrienden. Piet van Eeghen en de metamorfose van Amsterdam 1816-1889 (2023)
- Judith Koelemeijer - Etty Hillesum. Het verhaal van haar leven (2022)

De jury bestond uit: Frits van Oostrom (voorzitter), Ineke Sluiter, Joep Leerssen, Adriana Esmeijer en Marlies Veldhuijzen van Zanten-Hyllner

### 2022
René van Stipriaan - De Zwijger. Het leven van Willem van Oranje (Querido)
Uit het juryrapport: 'De jury was onder de indruk van de wijze waarop Van Stipriaan met verve en moed de complexiteit van de geschiedenis behandelt en een beeld schetst van Willem van Oranje als een man die steeds 
vermalen dreigde te worden door alle conflicten waar hijzelf ook bij betrokken was, maar die steeds weer overleefde, door opportunistisch handelen, maar ook door geluk.'
De overige genomineerden waren:
- Lieneke Frerichs - Nescio, leven en werk van J.F.H. Grönloh
- Margriet van der Heijden - Denken is verrukkelijk. Het leven van Tatiana Afanassjewa en Paul Ehrenfest
- Pieter Sijpersma - Hans Wiegel. De Biografie
- Jolande Withuis - Geen tijd verliezen. Jeanne Bieruma Oosting 1898-1994

De jury bestond uit: Arend Soeteman (voorzitter), Pauline Kruseman, Maarten Asscher, Elke Brems en Frits van Oostrom

### 2020

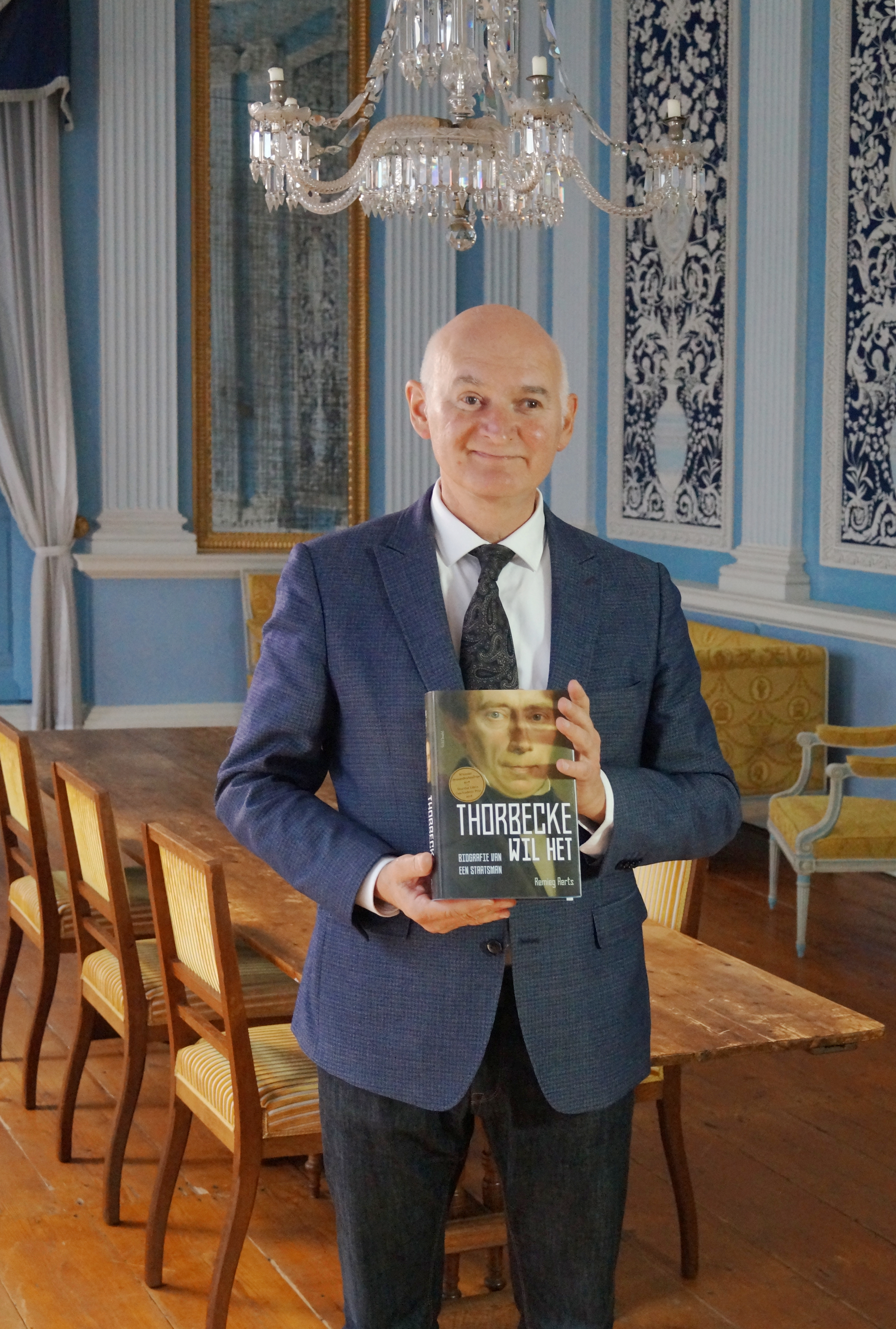
Remieg Aerts, winnaar 2020 (oktober 2020)

Remieg Aerts - Thorbecke wil het. Biografie van een staatsman (Prometheus)
Uit het juryrapport: "Vele kwesties waarmee Thorbecke bemoeienis had, zijn nu nog actueel, zoals vrijheid van meningsuiting, godsdienst en onderwijs, botsende grondrechten, de zelfstandigheid van provincies en gemeenten, de subsidiëring van cultuur. Die zaken presenteert Aerts in een levendig verhaal van machtsspelletjes, karakterverschillen, discussies en besluiten waarbij de lezer op het puntje van zijn stoel gaat zitten."
De overige genomineerden waren:
- Frits Berends en Dirk van Delft - Lorentz gevierd fysicus, geboren verzoener (Prometheus)
- Wessel Krul - Hannema. Museumdirecteur. Over kunst en illusie (Prometheus)
- Annet Mooij - De eeuw van Gisèle. Mythe en werkelijkheid van een kunstenares (De Bezige Bij)
- Jan Willem Regenhardt - Louis van Gasteren. Seismograaf van onze tijd (Boom)

De jury bestond uit: Elisabeth Leijnse (voorzitter), Mary Kemperink, Truze Lodder, Sander van Walsum en Cees van Wijk

### 2018

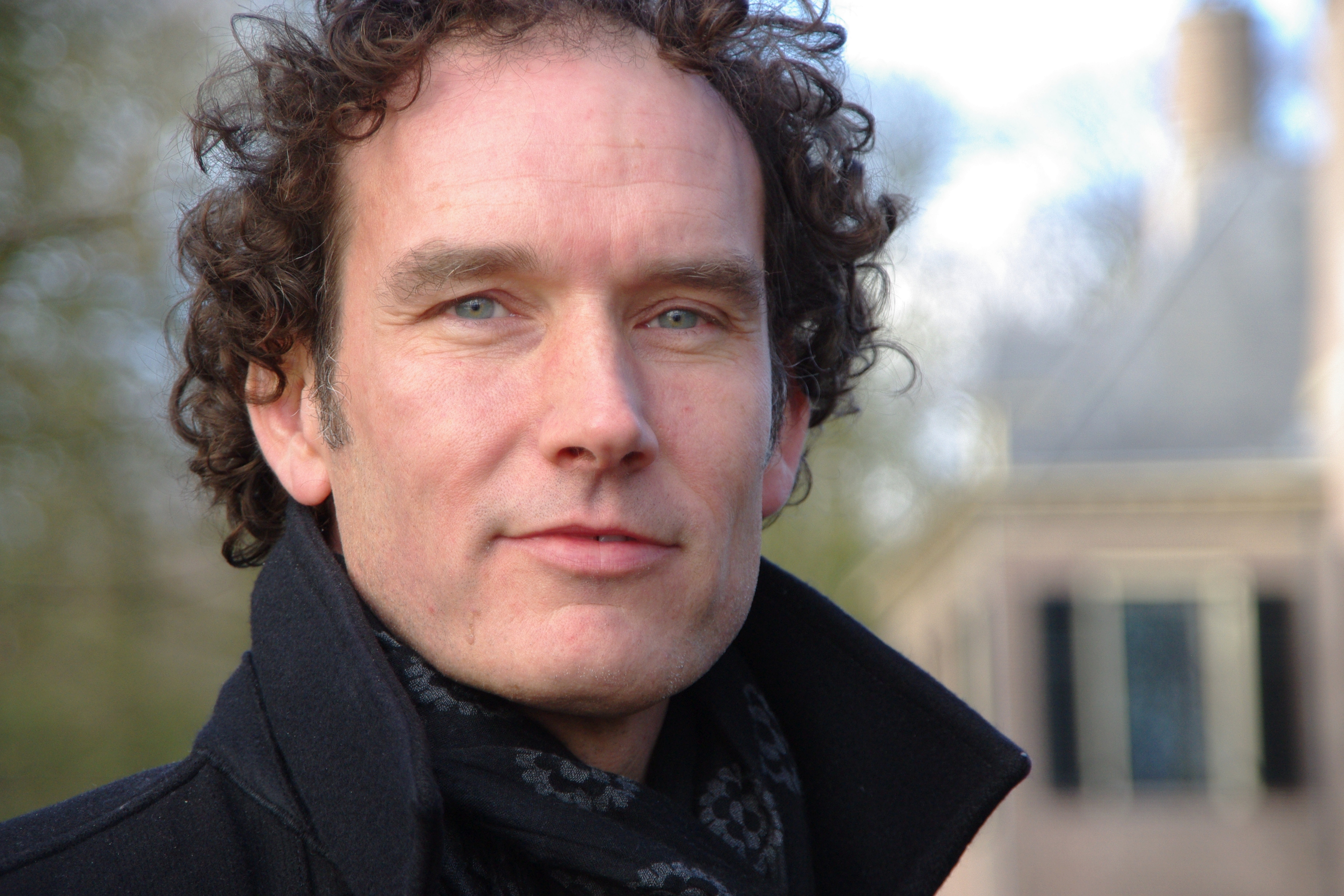
Onno Blom (2013) Winnaar in 2018

Onno Blom - Het litteken van de dood. De biografie van Jan Wolkers (De Bezige Bij)
Uit het juryrapport: We hebben – net zoals zoveel andere lezers deden – gelééfd met Jan Wolkers, over zijn schouders meegekeken naar zijn liefdes, zijn verdriet, de talrijke diertjes en plantjes die hij met zo veel aandacht beschreef. We hebben de kunstenaar ontmoet, de schrijver mogen voelen.
De overige genomineerden waren:
- Angela Dekker en Jessica Voeten - Moed en overmoed. Leven en tijd van Mata-Hari (Atlas Contact)
- Marita Mathijsen - Een bezielde schavuit. Jacob van Lennep (Balans)
- Eva Rovers - Boud. Het verzameld leven van Boudewijn Büch (Bert Bakker)
- Jolande Withuis - Juliana. Vorstin in een mannenwereld (De Bezige Bij)

De jury: Lisa Kuitert (voorzitter), Jeroen Vullings, Elsbeth Etty, Eric Palmen, Arend Soeteman.

## Winnaars van de Erik Hazelhoff Biografieprijs

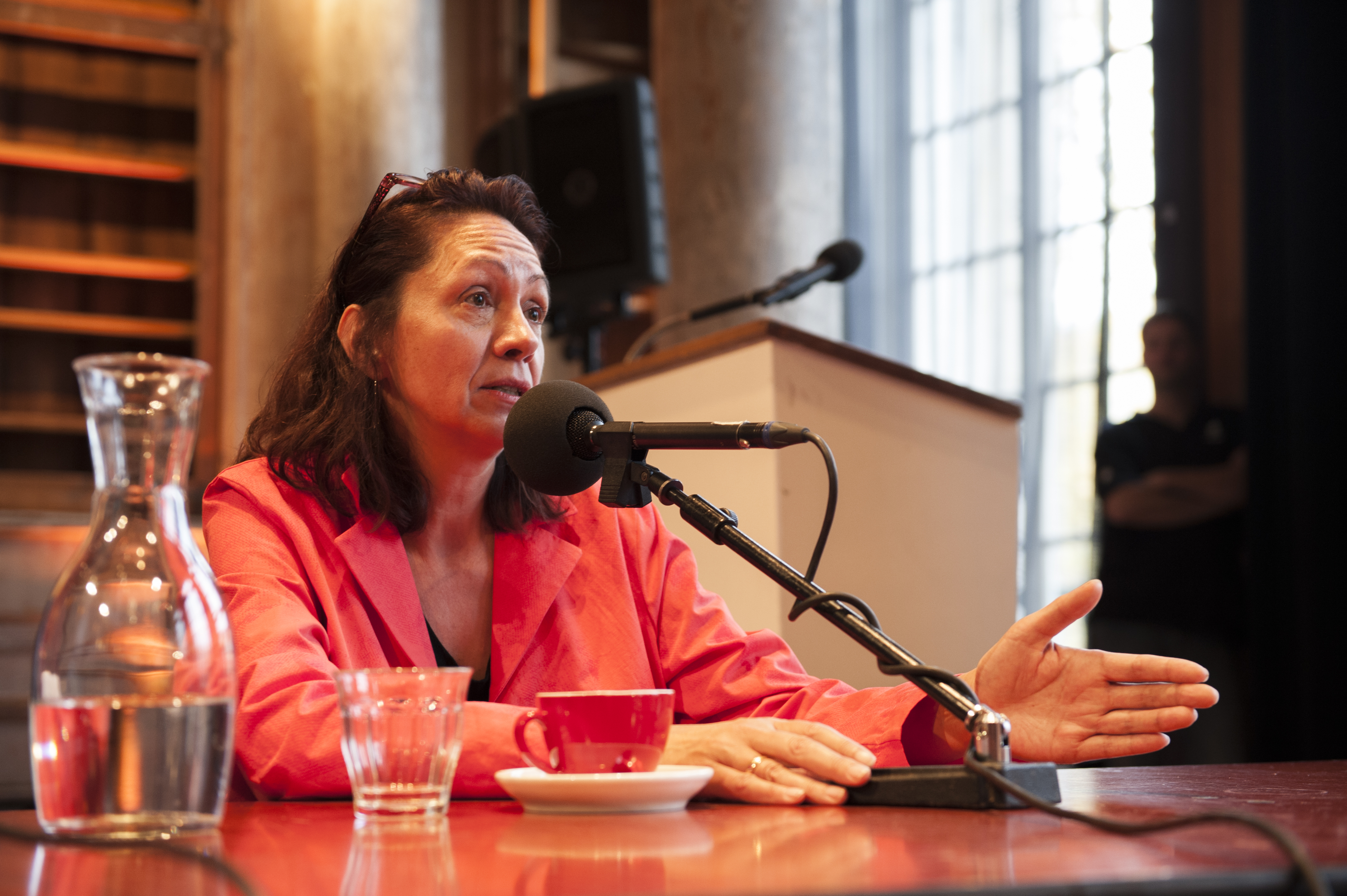
Elisabeth Leijnse, winnaar in 2016

### 2016
Elisabeth Leijnse – Cécile en Elsa. Strijdbare freules (De Geus)
Uit het juryrapport: In deze biografie komt aan de hand van de levens van deze ongewone freules een overtuigend levendig en kleurrijk tijdsbeeld naar voren van het sociaal-liberalisme en het feminisme van de eerste golf aan het eind van de 19de eeuw en het muziekleven aan het begin van de twintigste eeuw.
De overige genomineerden waren: 
- Arjen Fortuin – Geert van Oorschot, uitgever (Van Oorschot)
- Léon Hanssen – De schepping van een aards paradijs. Piet Mondriaan 1919-1933 (Querido)
- Jeroen Koch – Koning Willem I 1772-1843 (Boom)
- Cees Meijer – Jan de Quay (1901-1985) (Boom)

De jury bestond uit James Kennedy (voorzitter), Hans Renders, Xandra Schutte, Nick ter Wal, Nelleke Zandwijk.

### 2014
Rick Honings en Peter van Zonneveld – De gefnuikte arend. Het leven van Willem Bilderdijk (Prometheus/Bert Bakker)
Uit het juryrapport: Deze biografie weet Bilderdijk ook twee eeuwen na zijn dood tot een voor ons interessante en boeiende figuur te maken, goed geplaatst in zijn tijd en in de filosofische en politieke stromingen van toen.
De overige genomineerden waren: 
- Wim Hazeu – Marten Toonder. Biografie (De Bezige Bij)
- Daniela Hooghiemstra – De geest in dit huis is liefderijk. Het leven en De Werkplaats van Kees Boeke (1884-1966) (Arbeiderspers)
- Annet Mooij – Branie. Het leven van Mina Kruseman (1839-1922) (Balans)
- Jos Perry – Revolte is leven. Biografie van Theun de Vries (1907-2005) (Ambo|Anthos)

De jury bestond uit Paul Schabel (voorzitter), Luc Devoldere, Els Kloek, Marja Pruis, Hans Renders.

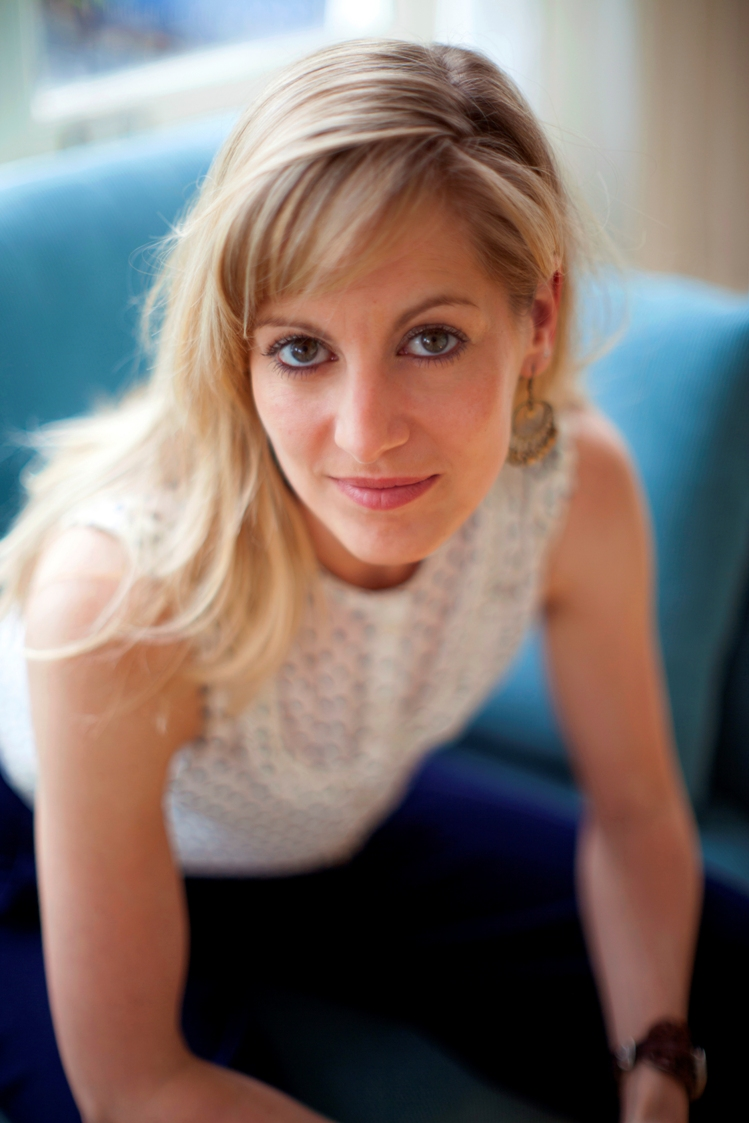
Eva Rovers (2014), winnaar in 2012

### 2012
Eva Rovers – De eeuwigheid verzameld. Helene Kröller-Müller (1869-1939) – (Bert Bakker)
Uit het juryrapport: In deze biografie leren we een heel andere kant kennen van de bazige Kröller Muller en krijgen een inkijkje in de wereld van mecenassen, havenbaronnen en verzamelaars en dat in een tijdperk waarin je als particulier nog gewoon een Van Gogh kon kopen.
De overige genomineerden waren: 
- Gita Deneckere – Leopold I De Eerste koning van Europa (De Bezige Bij)
- Maaike Meijer – M. Vasalis. Een biografie (Van Oorschot)
- Vic van de Reijt – Elsschot. Leven en werk van Alfons de Ridder – (Athenaeum- Polak & Van Gennep)
- Aleid Truijens – Geluk kun je alleen schilderen. F.B. Hotz – (De Arbeiderspers)

De jury bestond uit Lisa Kuitert (Voorzitter jury), Alexander Rinnooy Kan, Frans Smits, Johan Tollebeek, Sander van Walsum.

### 2010
Jolande Withuis – Weest manlijk, zijt sterk. Pim Boellaard (1903-2001). Het leven van een verzetsheld – (De Bezige Bij)
Uit het juryrapport: Deze biografie over de verzetsstrijder Boellaard, een veel minder waarschijnlijke oorlogsheld dan Erik Hazelhoff Roelfzema. Hij was een keurige, bijna saaie man van onberispelijke komaf die in de modder van het gruwelijke concentratiekamp Natzweiler wist te overleven en ook daar anderen tot steun was.
De overige genomineerden waren: 
- Anet Bleich – Joop den Uyl, 1919-1987– (Balans)
- Sjeng Scheijen – Diaghilev – (Prometheus/ Bert Bakker)
- Hans Schoots – Bert Haanstra, filmer van Nederland – (Voorheen Mets en Schilt)
- Marja Vuijsje – Joke Smit – (Atlas)

De jury bestond uit Lisa Kuitert (voorzitter), Hein Jens, Fred Leeman, Frans Smits, Roelof Steenstra, Sander van Walsum.